# مهندسی قابلیت اطمینان سایت
مهندسی قابلیت اطمینان سایت (انگلیسی: Site reliability engineering) (SRE) مجموعه ای از اصول و شیوه‌هایی است که جنبه‌های مهندسی نرم‌افزار را در بر می‌گیرد و آنها را در زیرساخت‌ها و عملیات فناوری اطلاعات به کار می‌گیرد. اهداف اصلی ایجاد سیستم‌های نرم‌افزاری بسیار قابل اعتماد و مقیاس پذیر است. مهندسی قابلیت اطمینان سایت به عنوان یک پیاده‌سازی خاص از دواپس نشان داده شده‌است.

## تاریخچه
زمینه مهندسی قابلیت اطمینان سایت ابتدا در گوگل توسط بن ترینور اسلاس آغاز شد، که پس از پیوستن به این شرکت در سال ۲۰۰۳ یک تیم قابلیت اطمینان سایت را تأسیس کرد در سال ۲۰۱۶، گوگل بیش از ۱۰۰۰ مهندس قابلیت اطمینان سایت را استخدام کرد. پس از ایجاد در گوگل در سال ۲۰۰۳، این مفهوم به صنعت توسعه نرم‌افزار گسترده‌تر گسترش یافت و شرکت‌های دیگر متعاقباً شروع به استخدام مهندسان قابلیت اطمینان سایت کردند. این موقعیت در شرکت‌های وب بزرگ‌تر رایج‌تر است، زیرا شرکت‌های کوچک اغلب در مقیاسی که به SREهای اختصاصی نیاز دارند، کار نمی‌کنند. سازمان‌هایی که این مفهوم را پذیرفته‌اند عبارتند از: Airbnb، Dropbox، IBM , LinkedIn، Netflix , و Wikimedia. بن اسلاس در معرفی این نقش چنین گفته: «وقتی شما از یک مهندس نرم افزار می‌خواهید که فعالیتی زیرساختی و عملیاتی انجام دهد، نقش sre به وجود می‌آید.» 

## پیاده‌سازی‌ها
تیم‌های مهندسی قابلیت اطمینان سایت با تیم‌های دیگر در شرکت‌های خود و اصول و شیوه‌های SRE به اشکال مختلف درگیر هستند. در اینجا یک نمای کلی از پیاده‌سازی‌های رایج تیم SRE ارائه شده‌است: